# Elżbieta Bieńkowska
Elżbieta Ewa Bieńkowska (Katowice, 4 de febrer de 1964) és una política polonesa, pertanyent al partit Plataforma Cívica. Ha estat ministra de Desenvolupament Regional de Polònia, ministra d'Infraestructures i Desenvolupament i Viceprimera ministra amb Donald Tusk. Des de és comissària europea de Mercat Interior, Indústria, Emprenedoria i PIMES.

## Biografia
Bieńkowska es va graduar en Filologia Oriental en 1989 a la Universitat Jagellònica de Cracòvia. També posseeix un postgrau de l'Escola Nacional Polonesa de l'Administració Pública i un MBA per l'Escola d'Economia de Varsòvia.

## Trajectòria
Va iniciar la seva carrera en l'administració pública a l'ajuntament de Katowice, i en 1999 va ser nomenada màxima responsable d'àrea d'Economia municipal. Posteriorment va ser designada com a Directora de Desenvolupament Regional al Voivodat de Silèsia, on va adquirir prestigi com a gestora de fons europeus.
Després de ser triada senadora el 2007, va ser nomenada ministra de Desenvolupament Regional en el primer gabinet del primer ministre Donald Tusk, càrrec que va ostentar des del 16 de novembre de 2007 fins al 27 de novembre de 2013.
En 2013 va assumir el ministeri de nova creació d'Infraestructures i Desenvolupament i va ser nomenada Viceprimera ministra.
Al setembre de 2014 va deixar aquests càrrecs per formar part de la Comissió Europea per designació del nou president, Jean-Claude Juncker. L'1 de novembre de 2014 va prendre possessió del seu càrrec com a comissària europea de Mercat Interior, Indústria, Emprenedoria i PIMES a la Comissió Juncker.